# سهام الكرمي
سهام حسن سعيد علي منصور الكرمي (1 مايو 1931 – ) مذيعة وإعلامية وكاتبة وعالمة فلسطينية من مدينة طولكرم، تعد واحدة من أبرز مذيعي راديو بي بي سي الذي يبث للعالم من لندن، فقد قدمت العديد من البرامج العلمية والثقافية في الإذاعة خلال فترة الثمانينات، كان من أشهرها برنامجها «عبقرية الحضارة العربية» الذي يُعد أحد أبرز البرامج الثقافية العلمية لبي بي سي، بالإضافة لبرنامجها العلمي «لكل داء دواء»، وبرنامجها العلمي «دنيا العلوم»، كما عملت أيضًا في برامج عديدة منها «مشاهد وأحداث»، وهي الابنة البكر للعالم اللغوي حسن الكرمي، وشقيقة الكاتبة غادة الكرمي.

## سيرتها
سهام حسن سعيد علي منصور الكرمي، وهي من مدينة طولكرم الفلسطينية، وقد ولدت بتاريخ 1 مايو 1931 في مدينة الرملة حينما كان والدها حسن الكرمي يعمل آنذاك مدرسًا هناك في المدارس.
تلقت سهام الكرمي تعليمها الابتدائي والإعدادي والثانوي في مدارس فلسطين، وحصلت على شهادة الثانوية العامة الفلسطينية والتي كانت تعرف حينها باسم «المتركيوليشن». انتقلت عام 1948 برفقة عائلتها إلى العاصمة البريطانية لندن، والتحقت هناك بجامعة لندن والتي حصلت منها على شهادة البكالوريوس في الكيمياء.
تأثرت سهام الكرمي كثيرًا بالنظام التعليمي المدرسي في فلسطين وأُعجبت به، إذ تقول: «كان النظام التربوي في فلسطين في رأيي وحسب تجربتي الفعلية، أفضل الأنظمة التربوية في العالم العربي، بني على دراسة لاحتياجات النشئ وأنجعها لجني الفائدة القصوى للطالب. أنتج هذا النظام أرقى المدارس الابتدائية والثانوية، أمثال الرشيدية والكلية العربية للبنين والمأمونية ودار المعلمات للبنات في القدس، والفاضلية والعدوية في طولكرم».
انضمت إلى راديو بي بي سي في لندن لتصبح واحدةً من أبرز مذيعي الإذاعة، فقد قدمت العديد من البرامج العلمية والثقافية في الإذاعة خلال فترة الثمانينات، كان من أشهرها برنامجها «عبقرية الحضارة العربية» الذي يُعد أحد أبرز البرامج الثقافية العلمية لبي بي سي، بالإضافة لبرنامجها العلمي «لكل داء دواء»، وبرنامجها العلمي «دنيا العلوم»، كما عملت أيضًا في برامج عديدة منها «مشاهد وأحداث».
الكرمي هي عضو في عدة جمعيات واتحادات، كما كانت ممثلة للائتلاف الفلسطيني لحق العودة في لندن.

## حياتها الشخصية
سهام الكرمي وهي من عائلة «الكرمي» المعروفة بمدينة طولكرم؛ والدها هو العالم اللغوي حسن الكرمي، وشقيقتها هي الكاتبة غادة الكرمي. وأعمامها هم: الشاعر عبد الكريم الكرمي (أبو سلمى)، والأديب محمود الكرمي، والسياسي عبد الغني الكرمي، والأديب أحمد شاكر الكرمي. وجدها هو العالم سعيد الكرمي. ووالد جدها فهو الشيخ الفقيه علي بن منصور الكرمي. وابن عمها هو العالم زهير الكرمي.

شجرة عائلة الكرمي وتظهر سهام فيها.

## ندواتها
شاركت سهام الكرمي في عدة ندوات ثقافية رسمية، منها:
- حفل تأبين الأديب حسن الكرمي، في مجمع اللغة العربية الأردني، بتاريخ 17 يونيو 2007، وبمشاركة رئيس المجمع الأديب عبد الكريم خليفة.[21]

- ندوة علمية لها عن «الاحتباس الحراري»، أقامها اتحاد الكتاب والادباء الأردنيين، بتاريخ 25 يوليو 2011.[22]

- أمسية ثقافية في المكتبة الوطنية الأردنية، بتاريخ 13 فبراير 2017، وبمشاركة الوزير الأردني الأسبق محمد أبو حمور.[23]

وغيرها العديد من الندوات.

## مؤلفاتها
لها مجموعة من المؤلفات، من أبرزها:
كُتب 
- كتاب «مذكرات حسن سعيد الكرمي في الحياة والثقافة العربية»،[24] صدر عام 2015، ويقع الكتاب في 239 صفحة،[25] وقد جرى إشهار الكتاب في العاصمة عمان خلال حفل رسمي بتاريخ 9 سبتمبر 2015، بحضور مجموعة من الشخصيات والأدباء، كان منهم وزير الثقافة الأردني الأسبق صلاح جرار، والوزير الأردني الأسبق محمد أبو حمور، وعبد الله كنعان أمين عام اللجنة الملكية لشؤون القدس.[26][27]

أبحاث
- «بين الحقيقة والخيال»، في مجلة هنا لندن التابعة لهيئة الإذاعة البريطانية، لندن، نوفمبر 1991.[28]

مُساهمات ومُشاركات
- حررت وراجعت وأصدرت كتاب «قضايا في الفكر والتفكير عند العرب» لحسن الكرمي،[29][30] الذي صدر عام 2012،[29] وقد جرى تنظيم ندوة نقاش حول الكتاب في عمان بتاريخ 17 أبريل 2013 وبمشاركة وزير الإعلام الأردني الأسبق سمير مطاوع.[31][30]

## وصلات خارجية
- صورة لسهام الكرمي بتاريخ 13 فبراير 2017.

- سهام الكرمي وعائلتها عام 1945، موقع فلسطين في الذاكرة.